# 木幡村 (福島県耶麻郡)
木幡村（こはたむら）は福島県耶麻郡にあった村。現在の喜多方市山都町木幡・山都町蓬莱にあたる。

## 地理
- 山：大平山、鳥屋峠山
- 河川：一ノ戸川

## 歴史
- 1889年（明治22年）4月1日 - 町村制の施行により、木幡村、蓬莱村の区域をもって発足。
- 1950年（昭和25年）4月1日 - 山都村・小川村と合併して山都町が発足。同日木幡村廃止。